# Quần đảo

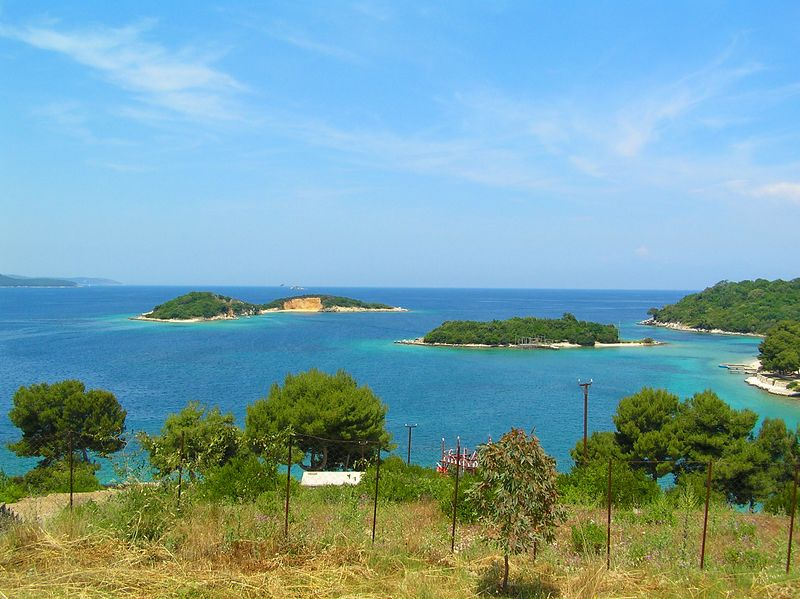
Quần đảo Ksamili thuộc Albania

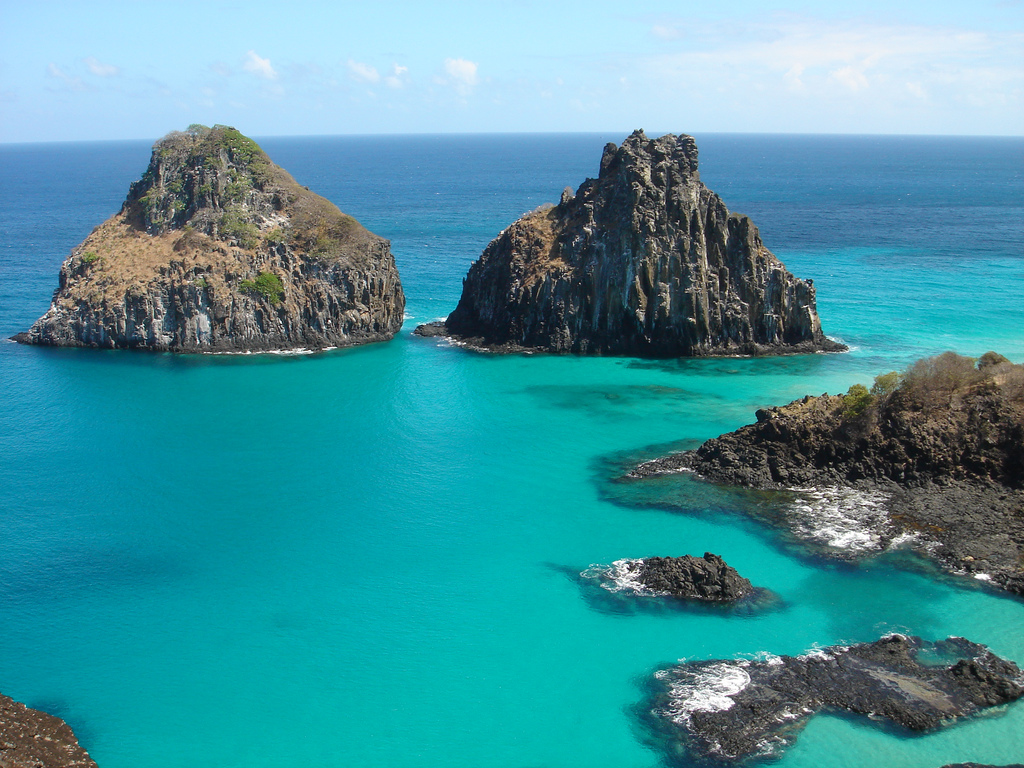
Quần đảo Trường Sa thuộc Việt Nam

Quần đảo là một dãy, chuỗi hoặc một nhóm đảo nằm gần nhau. Điều 46 của Công ước Liên Hợp Quốc về Luật biển định nghĩa: ""Quần đảo" là một tổng thể các đảo, kể cả các bộ phận của 
các đảo, các vùng nước tiếp liền và các thành phần tự nhiên khác có liên quan với nhau đến mức tạo thành về thực chất một thể thống nhất về địa lý, kinh tế và chính trị, hay được coi như thế về mặt lịch sử."
Các quần đảo thường có ở các biển hở, thông với đại dương. Quần đảo có thể nằm sát đất liền tuy vậy không nhiều bằng các quần đảo ngoài khơi. Các quần đảo hình thành chủ yếu do hoạt động núi lửa, nằm dọc theo các lằn đáy biển trồi lên bởi hoạt động của vỏ Trái Đất hoặc các vùng biển có các dòng nham thạch sát dưới vỏ này. Rất nhiều quần đảo vẫn đang trong quá trình thay đổi do bào mòn hoặc bồi đắp.
Các quốc gia lớn mà lãnh thổ nằm chủ yếu trên các quần đảo là Indonesia, Nhật Bản, Philippines và New Zealand. Trong đó, quần đảo Indonesia là quần đảo lớn nhất thế giới với 17.508 đảo lớn nhỏ nhưng chỉ khoảng 6.000 đảo là có người ở.

## Từ nguyên
Trong tiếng Việt, thuật ngữ "quần đảo" là một từ Hán-Việt. Trong tiếng Anh, thuật ngữ "archipelago" có thể bắt nguồn từ: (1) từ cổ "Egeopelago"; (2) từ tiếng Hy Lạp, Ἀγιο πέλαγο, nghĩa là "biển Thánh"; (3) bắt nguồn từ thời Đế chế Latinh, có nghĩa là "Biển của Vương quốc" (Archè); (4) dịch từ tiếng Thổ Nhĩ Kỳ, Ak Denghiz, Argon Pelagos, "biển Trắng"; (5) từ tiếng Ý, arcipelago, "biển chính".